# Machine Head (альбом)
Machine Head (в переводе с англ. — «Шляпка колка») — шестой студийный альбом британской рок-группы Deep Purple. Содержит одну из самых популярных и узнаваемых композиций группы под названием «Smoke on the Water», текст этот песни основан на впечатлении от реального события (пожара), произошедшего в ходе записи альбома. Machine Head часто упоминается как оказавший огромное влияние на развитие раннего метала и хеви-метала, в частности.
Альбом вышел в марте 1972 года одновременно в Великобритании, Германии, Франции, Японии и США. Дата выхода в Великобритании — 25 марта. В том же году в Великобритании был выпущен квадрофонический вариант пластинки.
Коммерчески это самый успешный альбом за всё время существования группы. Он возглавил музыкальные чарты в десяти странах, включая Великобританию. Альбом оставался в топе-40 этой страны на протяжении 20 недель, и в топе Billboard 200 на протяжении 118 недель, достигнув максимальной позиции на 7 строчке.

## История создания
В период с сентября по октябрь 1971 года группа много гастролировала по Великобритании, исполняя песни из своих предыдущих альбомов, большей частью, Deep Purple in Rock и Fireball, но также анонсируя новый материал, который в будущем вошёл в альбом Machine Head. Затем начался тур по Соединенным Штатам, но после двух концертов он был прерван из-за того, что Гиллан заболел гепатитом. Deep Purple устали от концертов и с нетерпением ждали момента начала студийной работы. При этом музыканты давно чувствовали, что их студийные записи звучат не так хорошо, как живые выступления, и хотели записываться на сцене. Им посоветовали делать студийные записи за пределами Великобритании, чтобы избежать высокого подоходного налога.
В результате Deep Purple решили записывать свой новый альбом в Montreux Casino в Монтрё (Швейцария) в декабре 1971 года. Казино представляло собой большую арену с несколькими развлекательными заведениями. Группа выступала там в мае 1971 года и подружилась с Клодом Нобсом, основателем и генеральным менеджером Montreux Jazz Festival. Каждую зиму казино закрывалось на ремонт, что позволяло использовать его как площадку для звукозаписывающей студии. Deep Purple забронировали Rolling Stones Mobile Studio — передвижную студию звукозаписи, созданную в конце 1960-х годов группой Rolling Stones, которая вскоре приобрела популярность и стала часто использоваться многими другими исполнителями, в том числе, такими известными, как The Who, The Faces и Led Zeppelin.
Deep Purple прибыли в Монтрё 3 декабря 1971 года, предполагая сначала дать серию концертов, а затем приступить к студийной работе . Однако в этот план пришлось внести изменения, вызванные непредвиденным событием: во время выступления Фрэнка Заппы и его группы The Mothers of Invention один из зрителей выстрелил осветительной ракетой в крышу здания, вследствие чего начался пожар, и казино полностью сгорело. Deep Purple пришлось переместиться в расположенный поблизости театр Pavilion, где они записали основные треки для песни, ставшей впоследствии «Smoke on the Water». Однако оттуда группу быстро выселили, так как местные жители пожаловались в полицию на шум. В результате Deep Purple нашли пристанище в пустующей гостинице Hôtel des Alpes-Grand Hôtel на окраине Монтрё, где в период с 6 по 21 декабря 1971 года и был записан альбом.

## Об альбоме

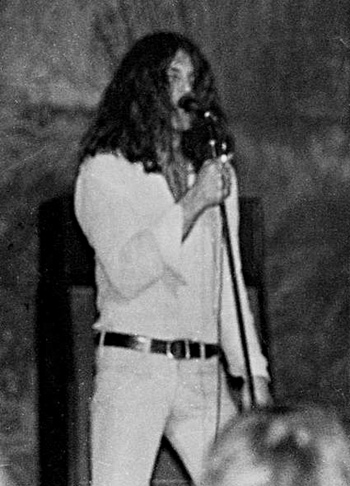
Иэн Гиллан на концерте в январе 1972 в поддержку альбома Machine Head

Оригинальное издание альбома Machine Head содержит семь композицийː
- «Highway Star»

Альбом открывает композиция «Highway Star», написанная 13 сентября 1971 года, когда группа ехала в автобусе на концерт в Портсмут. Менеджер организовал интервью группы музыкальными журналистами. Один из них спросил Блэкмора, как он пишет песни, в ответ на что тот взял гитару и сыграл вступительный рифф песни. Гиллан тут же сымпровизировал текст, а позже во время репетиций остальные участники группы завершили аранжировку. Вечером того же дня песня была исполнена на концерте в зале Portsmouth Guildhall.
Гитарное соло Блэкмора, ставшее основой этой композиции, основано на фигуре, которую Блэкмор усвоил от американского музыканта Джонни Бернетта, она понравилась ему некоторым сходством с Бахом. С течением времени «Highway Star» стала одной из самых известных и узнаваемых композиций группы, она часто исполнялась на концертах и вошла во многие сборники и концертные альбомы группы, включая знаменитый Made in Japan.
- «Maybe I’m a Leo»

Главный рифф второй композиции «Maybe I’m a Leo» (которая сначала имела рабочее название «One Just Before Midnight») сочинил Роджер Гловер после того, как он услышал песню «How Do You Sleep?» Джона Леннона, и ему понравилось, что рифф не начинается с первой доли такта. Эта песня была исполнена вживую классическим составом Deep Purple лишь однажды, в 1972 году. Однако спустя годы, после того как к группе временно присоединился Джо Сатриани (1993 год), она стала часто исполняться на концертах.
- «Pictures of Home»

Третья песня под названием «Pictures of Home» описывает достопримечательности и образы окрестностей Монтрё, где проходила запись альбома. Трек изначально был записан со вступлением ударных, которое было исключено из оригинальной записи, однако первоначальная версия была добавлена в качестве бонус-трека к 25-летнему переизданию альбома
- «Never Before»

Сингл «Never Before/ When a Blind Man Cries».

Первая сторона пластинки завершается композицией под названием «Never Before», которая считалась самой «коммерческой» в этом альбоме. Она также была выпущена в виде сингла с песней «When a Blind Man Cries» на второй стороне, который вышел почти одновременно с самим альбомом, 18 марта 1972 года и достиг #35 в UK Singles Chart. Классическим составом группы эта песня была исполнена на концерте лишь однажды, эта запись присутствует в альбоме Deep Purple in Concert, изданном в 1980 г., но содержащем записи 1970—1972 годов.
- «Smoke on the Water»

Эта песня, впоследствии ставшая одной из самых известных и узнаваемых композиций группы, была написана под впечатлением от того самого пожара в казино Монтрё, который случился во время концерта Фрэнка Заппы и The Mothers of Invention. Из гостиницы через большое окно ресторана музыканты наблюдали, как казино охватывается пламенем (чему помог ветер, дувший с гор), и видели завесу дыма над Женевским озером. Окончательное названием песни предложил Роджер Гловер. «Smoke on the Water» была также издана в качестве второго сингла (с концертным исполнением той же композиции на второй стороне) 1 мая 1973 года.
- «Lazy»

Эта композиция была задумана для демонстрации игры различных инструментов, включая органное соло Лорда в начале и губную гармошку Гиллана. Блэкмор записал гитарные соло по частям в течение двух дней, которые затем были объединены. «Lazy» впервые прозвучала на концерте во время британского турне 1971 года и оставалась в программе в течение всего следующего года, заменив собой инструментальную композицию «Wring That Neck», написанную ещё первым составом группы.
Музыкант-гитарист Джесси Гресс, пишущий для журнала Guitar Player, отметил, что блюзовая интонация Ричи Блэкмора в композиции «Lazy» перефразирует «Steppin’ Out» в исполнении Эрика Клэптона эпохи Bluesbreakers.
Концертное исполнение «Lazy» вошло в знаменитый альбом Made in Japan.
- «Space Truckin’»

Завершающая альбом песня, текст которой написан в стиле рок-н-ролла 1950-х годов, но на тему научной фантастики. Впервые эта композиция прозвучала в январе 1972 года на следующем концерте после сессий записи в Монтрё, причём в качестве заключительной части был использован инструментальный фрагмент более раннего концертного исполнения композиции «Mandrake Root». Песня оставалась заключительным номером концертных выступлений даже после того, как Гиллан и Гловер покинули группу в 1973 году, включая памятное выступление Deep Purple на фестивале California Jam в 1974 году. Эта песня также звучала как сигнал будильника для экипажа на борту космического челнока, выполнявшего программу полёта STS-107 в 2003 году.

## Юбилейные издания
В 1997 году вышло двухдисковое юбилейное издание альбома. Первый диск состоит из оригинальных композиций, заново перемикшированных Роджером Гловером, и сингла «When a Blind Man Cries». Второй диск состоит из тех же самых, только ремастированных треков, к которым добавлены квадрофонические версии «Maybe I’m a Leo» и «Lazy».
Юбилейное издание в честь 40-летия альбома включает в себя 5 дисков (ремастер 2012 года, ремикшированный Роджером Гловером альбом 1997 года, квадро-микс 2012 года, микс 2012 года концертного альбома Deep Purple in Concert и DVD-аудио) и 60-страничный буклет. Также к юбилею был выпущен трибьют-альбом Re-Machined: A Tribute to Deep Purple’s Machine Head при участии Карлоса Сантаны, Джо Эллиота, Чеда Смита, Гленна Хьюза, Джо Бонамассы, а также Iron Maiden, Metallica, Chickenfoot, Black Label Society и других.
Юбилейное издание в честь 50-летия альбома состоит из трёх дисков: первый — это ремастер, выполненный в 2024 году Двизилом Заппой (сыном Фрэнка Заппы). Второй — уже издававшийся ранее «живой» сет In Concert ’72 —  радиошоу, записанное для BBC 9-го марта 1972 года в зале Paris Theatre накануне релиза Machine Head. Третий представляет ранее неизданный Montreux ’71 — концерт, который был записан в том самом казино на берегу озера за восемь месяцев до того, как концерт Фрэнка Заппы был завершен пожаром.

## Признание и критика
В 2002 году Machine Head занял 10-ю позицию в рейтинге «100 лучших рок-альбомов всех времён» по версии журнала Classic Rock, а в 2019 году оказался на 19-м месте в обновленном списке «50 лучших рок-альбомов всех времён». 
В 2015 году сайт Ultimate Classic Rock поставил альбом на 2-е место рейтинга лучших работ Deep Purple.  В 2020 году тот же Classic Rock включил Machine Head в список «10 важнейших металлических альбомов 70-х годов». 
В 2022 году журнал Metal Hammer включил альбом в список «50 величайших хеви -металлических альбомов всех времён».В том же году Machine Head вошёл в десятку «Величайших гитарных альбомов 1970-х» по версии журнала Guitar World.

## Список композиций
Оригинальное издание
Слова и музыка всех песен —  — Иэн Гиллан, Ричи Блэкмор, Роджер Гловер, Джон Лорд и Иэн Пейс.
| №  | Название           | Длительность |
| -- | ------------------ | ------------ |
| 1. | «Highway Star»     | 6:05         |
| 2. | «Maybe I’m a Leo»  | 4:51         |
| 3. | «Pictures of Home» | 5:03         |
| 4. | «Never Before»     | 3:56         |

| №  | Название             | Длительность |
| -- | -------------------- | ------------ |
| 5. | «Smoke on the Water» | 5:40         |
| 6. | «Lazy»               | 7:19         |
| 7. | «Space Truckin’»     | 4:31         |

Диск 1 (The 1997 Remixes)
| №  | Название                 | Особенность                          | Длительность |
| -- | ------------------------ | ------------------------------------ | ------------ |
| 1. | «Highway Star»           |                                      | 6:39         |
| 2. | «Maybe I’m a Leo»        | альтернативное гитарное соло         | 5:26         |
| 3. | «Pictures of Home»       | оригинальное барабанное вступление   | 5:22         |
| 4. | «Never Before»           |                                      | 3:59         |
| 5. | «Smoke on the Water»     | альтернативное гитарное соло и вокал | 6:18         |
| 6. | «Lazy»                   | альтернативный вокал                 | 7:33         |
| 7. | «Space Truckin’»         |                                      | 4:52         |
| 8. | «When a Blind Man Cries» |                                      | 3:33         |

Диск 2 (The Remasters)
| №   | Название                 | Особенность           | Длительность |
| --- | ------------------------ | --------------------- | ------------ |
| 1.  | «Highway Star»           |                       | 6:08         |
| 2.  | «Maybe I’m a Leo»        |                       | 4:52         |
| 3.  | «Pictures of Home»       |                       | 5:07         |
| 4.  | «Never Before»           |                       | 4:00         |
| 5.  | «Smoke on the Water»     |                       | 5:42         |
| 6.  | «Lazy»                   |                       | 7:23         |
| 7.  | «Space Truckin’»         |                       | 4:34         |
| 8.  | «When a Blind Man Cries» | b-side                | 3:32         |
| 9.  | «Maybe I’m a Leo»        | квадрофонический микс | 4:59         |
| 10. | «Lazy»                   | квадрофонический микс | 6:55         |

## Участники записи
- Иэн Гиллан — вокал, гармоника
- Ричи Блэкмор — гитара
- Джон Лорд — клавишные, орган Хаммонда
- Роджер Гловер — бас-гитара
- Иэн Пейс — ударные, перкуссия

## Чарты, сертификации, синглы
| Год  | Чарт                      | Позиция |
| ---- | ------------------------- | ------- |
| 1972 | UK Albums Chart           | 1       |
| 1972 | German Albums Chart       | 1       |
| 1972 | Austrian Albums Chart     | 1       |
| 1972 | Australian Albums Chart   | 1       |
| 1972 | Danish Albums Chart       | 1       |
| 1972 | Finland Albums Chart      | 1       |
| 1972 | French Albums Chart       | 1       |
| 1972 | Yugoslav Albums Chart     | 1       |
| 1972 | Italian Albums Chart      | 1       |
| 1972 | Dutch Albums Chart        | 2       |
| 1972 | Norwegian Record Charts   | 3       |
| 1972 | Swedish Albums Chart      | 4       |
| 1972 | Japanese Albums Chart     | 6       |
| 1972 | US Billboard Albums Chart | 7       |
| 1973 | Canadian RPM Albums Chart | 1       |

| Чарт (1972)                        | Позиция |
| ---------------------------------- | ------- |
| Италия (FIMI)                      | 11      |
| Нидерланды (Buma/Stemra)           | 17      |
| США (Billboard Top Popular Albums) | 86      |
| ФРГ (Offizielle Top 100)           | 5       |
| Хит-парад (1973)                   | Позиция |
| США (Billboard Top Popular Albums) | 27      |

| Регион | Сертификация  | Продажи    |
| --- | ------------- | ---------- |
| Аргентина (CAPIF) | Платиновый    | 60 000^    |
| Франция (SNEP) | 2× Золотой    | 200 000*   |
| Франция (SNEP) · 20 Anniversary edition                                                                                  | Золотой       | 100 000*   |
| Великобритания (BPI) | Золотой       | 100 000^   |
| США (RIAA) | 2× Платиновый | 2 000 000^ |
| * Данные о продажах приведены только на основе сертификации. ^ Данные о тиражах приведены только на основе сертификации. |               |            |

| Год  | Сингл                | Чарт                        | Позиция |
| ---- | -------------------- | --------------------------- | ------- |
| 1972 | «Never Before»       | UK Top 75 Singles           | 35      |
| 1973 | «Smoke on the Water» | USA (The Billboard Hot 100) | 4       |
| 1977 | «Smoke on the Water» | UK Top 75 Singles           | 21      |